# Last Minute (album)
A Last Minute az Omega basszusgitárosa, Mihály Tamás 2011-ben megjelent szólóalbuma.

## Dalok
Zeneszerző Mihály Tamás, szövegíró Horváth Péter, kivétel a Tíz év múlva, amely a Cseh Tamás–Bereményi Géza szerzőpáros dalának feldolgozása.
1. Égi buli
2. Jégmadár
3. Ez van!
4. Leltár
5. Sztár leszek!
6. Amit nem lehet
7. A város
8. Vekker úr
9. Hallgat a tenger
10. Én mindent tucc!
11. Az utolsó dal
12. Tíz év múlva

## Közreműködtek
- Mihály Tamás – ének (1-2., 4., 6-8., 10., 12.), basszusgitár (2., 4., 8.), billentyűs hangszerek (2-4., 6-9., 11-12.), nagybőgő (6., 9.), elektronika (10.), vokál (3.)
- Balogh László – dob, ütőhangszerek (2., 4., 6-9.)
- Charlie – ének (1., 11.)
- Cséry Zoltán – billentyűs hangszerek (1., 3., 5., 7-9., 11-12.)
- Maróthy Zoltán – gitár (1-9., 11-12.)
- Meződi József – ének (1., 9.)
- Mihály András – dob, ütőhangszerek (1., 3., 5., 11.)
- Nagy Feró – ének (5.)
- Pásztor Anna – ének (12.)
- Presser Gábor – ének (6.), zongora (2-3., 6.), orgona (4.), vokál (3.)
- Somló Tamás – ének (1., 3.)
- Szirtes Edina „Mókus” – ének (9.), hegedű (9.)
- Szöllössy Kata – basszusgitár (1., 3., 5., 7., 11.)

## Stáb
- producer: Trunkos András
- hangmérnök: Küronya Miklós